# 悠針Rei
悠針Rei（日语：／ Yubari Rei）是一位日本的個人勢虛擬YouTuber及直播主，於2025年6月26日開始活動。

## 形象
悠針Rei的角色設計者為，Live2D設計為。在名字的命名上「悠」來自「悠閒自得」的「悠」，「針」和「れい」則取自她最喜愛的魟魚。
悠針Rei的角色設定是一位經營著名為「Laid-Back」的咖啡店老闆，並以此為契機展開 VTuber 活動。希望透過直播，為忙碌的人們打造一個可以歇息、喘口氣的溫馨空間，同時也讓自己從過去的停滯中邁出第一步。直播內容主要為網路聊天。

## 活動歷史
2025年4月17日，悠針Rei在X上開始活動。同年6月27日，在YouTube上傳個人首部PV。同年7月4日在Youtube進行初次直播，同接人數達4萬。

## 外部連結
- YouTube上的悠針Rei頻道
- 悠針Rei的X（前Twitter）
- 悠針れい  - Marshmallow
- 官方网站（日語）